# 奧別斯塔河
奧別斯塔河（俄语：Обеста），是東歐的河流，位於俄羅斯和烏克蘭，屬於克列文河的左支流，流經庫爾斯克州和蘇梅州，河道全長52公里，流域面積518平方公里。